# Who Am I (What's My Name)?
"Who Am I? (What's My Name?)" je debitantski singl repera Snoop Dogga s albuma Doggystyle.

## Formati
1. What's My Name? (Radijski mix)
2. What's My Name? (Klupski mix)
3. What's My Name? (LP verzija)
4. What's My Name? (Instrumental)

## Top liste
| Top liste (1994.)                | Završna pozicija |
| -------------------------------- | ---------------- |
| Rhytmic Top 40                   | 12               |
| Hot Rap Singles                  | 1                |
| Hot Dance Music/Club Play        | 43               |
| Hot R&B/Hip-Hop Singles & Tracks | 8                |
| Billboard Hot 100                | 8                |
| UK Singles Chart                 | 20               |

## Vanjske poveznice
- http://www.snoopdogg.com/discography/detail.aspx?pid=1428  Arhivirana inačica izvorne stranice od 10. kolovoza 2011. (Wayback Machine)